# Холборн, Деми
Деми Энн-Мари Холборн (англ. Demi Ann-Marie Holborn; род. 27 мая 1992) — британская (валлийская) певица, ставшая одной из самых младших женских исполнителец, достигшей Top 40 в UK Singles Chart.

## Биография
Младшая из 4-х детей, Холборн начала свою карьеру в возрасте 8-ми лет, и ей предложили два контракта с лейблами звукозаписи. В 2002 году её старший брат тайно записал её на соревнование Totstars GMTV. В результате Холборн выиграла контракт с компанией звукозаписи Universal Records и стипендию на обучение в Театральной школе Барбары Спик, опередив 6 тыс. соискателей главного приза. После того она записала сингл-кавер-версию «I’d Like to Teach the World to Sing» / «My Boy» вместе с бонус-треком «Ben». Он занял 27 место в UK Singles Chart, 5 место в Уэльсе и 61 место в Германии. По результатам хит-парада она стала самой молодой одиночной исполнительницей, попавшей в 40 лучших исполнителей Великобритании, сменив в этом звании Лену Заварони. В 2005 Холборн считалась вероятным претендентом на участие в Детском конкурсе Евровидения, но её кандидатура была снята с отбора, поскольку одна из песен в её исполнении уже попадала в хит-парад и Холборн по этой причине больше не считалась непрофессиональной исполнительницей.
Регулярно гастролировала по Уэльсу и выступала в частности на таких концертных мероприятиях как, Party in the Park на стадионе «Миллениум» с целью собрать средства для различных благотворительных организаций Великобритании.
5 августа 2012 года Холборн выпустила свой последний на сегодняшний день сингл «If I Could», ставший доступным на различных интернет-сайтах.

## Личная жизнь
Прежде чем начать профессиональную певческую карьеру и стать самой молодой певицей, попавшей в Книгу рекордов Гиннесса, Деми обучалась в начальной школе Pontnewynydd.